# 高宗武
高 宗武（こう そうぶ、1905年 - 1994年）は、中華民国の外交官。日中戦争の和平派であり、のちハノイに脱出した汪兆銘と行動を共にしたが、汪兆銘政府樹立直前に日本側の条件があまりにも過酷である事を批判して汪兆銘と訣別した。

## 日中戦争期まで
1928年、渡日して九州帝国大学法学部に入学、政治学を専攻。その後東京帝国大学へ学士入学。1932年、中国に帰国。『中央日報』紙に書いた「五・一五事件」についての論文が注目され、まもなく蔣介石のブレーンの一人となった。1934年、28歳の若さにして国民党政府の亜州司長（日本の「外務省アジア局長」に相当）に就任。

## 和平工作のための極秘来日
盧溝橋事件の際に、高宗武は和平交渉中に日高信六郎と会見をしている。7月25日に南京では日高・高宗武会見で、国民政府も現地協定の解決条件を黙認する意向である事が明らかにされた。しかし中国側による広安門事件、廊坊事件が勃発する。8月7日に船津辰一郎元総領事が上海に到着し9日に高宗武と会談、華北問題を迅速かつ局部的に解決する事が得策であると説得した（船津工作）。高は同日午後に川越大使とも会談して交渉は順調に進んでいくかに見えたが、同日夕刻に上海で大山事件が発生すると、事態はにわかに緊迫の度を高た。船津は各方面を奔走し、平和的解決に向けて中国側の説得に努めたが、13日には上海で日中両軍間に交戦が始まり（第二次上海事変）、14日には全面衝突に発展した。
日中戦争2年目の1938年、トラウトマンによる調停（トラウトマン工作）が不調に終わった後、いくつかのルートでの日中和平交渉が水面下で進展していた。「高宗武工作」も、そのうちの一つと位置づけられる。
1938年3月5日、高宗武は、日本側の和平に関する考え方を探るために、親交のあった松本重治（同盟通信社上海支社長）を密かに訪ねた。これをきっかけに高宗武は日本側和平派と度々接触を重ねるようになり、その後、西義顕（満鉄南京出張所長）の強い勧めもあり、高宗武は和平工作のための極秘来日を決意した。
7月3日、高宗武は「エンブレス・オヴ・ジャパン」号にて日本へ出発。この時、松本重治が「同盟通信社」の自動車に密かに高宗武を乗せ、「同盟通信!」と大声で叫んで歩哨をごまかし、日本側の警戒する「ガーデン・ブリッジ」を通過したエピソードは有名である。
7月5日、来日。その後21日に日本を離れるまで（来日日、離日日については諸説あり）、高宗武は、影佐禎昭（当時参謀本部第八課長）の導きにより、近衛文麿首相、板垣征四郎陸相、今井武夫参謀本部支那班長などの日本の要人と会談した。高宗武は「蔣介石政権の存続」を前提として「和平派」汪兆銘への支持を求めたが、「蔣介石の下野」に固執する日本側は、中国の「和平派」の存在に過大に期待する結果となった。
この極秘来日は蔣介石の命令を無視したものであったため、高宗武はこれ以降蔣介石の不興を買うこととなった。

## 汪兆銘政府との関わり
その後の汪兆銘工作の進展の中で、1938年12月18日、汪兆銘は重慶を脱出、蔣介石と訣別した。しかし日本側との「密約」であった「日本軍の撤兵」の約束は反故にされ、昆明・四川の中国側軍閥からも期待したような同調の動きはなく、さらに工作の中心であった近衛首相も突然辞職してしまったため、最初の構想であった「和平工作」は頓挫した。
高宗武は汪兆銘の重慶脱出をせかし、さらに汪兆銘のハノイ脱出後は汪兆銘グループの一員として行動するなど、初期から工作に関わりを持ったが、「樹立する政権は日本の傀儡になってはならない」ことを誰よりも強く主張していたのも高宗武であったと伝えられる（西園寺公一の回想による）。

## 日華新関係調整要綱
汪兆銘政権の傀儡性に懸念を強めた高宗武は、汪兆銘政権樹立（1940年3月）直前の1940年1月、同じく日本との和平工作に従事していた陶希聖とともに突然香港へ逃亡した。逃亡の際、日本側の和平条件の原案に不満を抱いて、汪兆銘政府構想に係る日本側の内約原案である「華日新関係調整要綱」を国民党系新聞『大公報』で暴露し、香港の各新聞はいっせいにトップ記事でこの内容を報道し、汪兆銘側に大きなショックを与えた。
高宗武らが各新聞社あてに「調整要項の過酷さは、二十一力条要求（1915年）に2倍し、中国を属国にしようとするものだ」と手紙を出して、調整要項のコピーを暴露したのである。

## その後の高宗武
汪兆銘との訣別後は、アメリカに渡った。一方、1939年に出された過酷な条件は1940年の桐工作で緩和された。しばらく惨憺たる生活をしていたが、証券会社でタイピストとして働いていた夫人から株の知識を授けられ、晩年は悠々自適であったと伝えられる（松本重治「上海時代」による）。